# NGC 3916
NGC 3916 est une galaxie spirale située dans la constellation de la Grande Ourse. NGC 3916 a été découverte par l'astronome germano-britannique William Herschel en 1789.

## Caractéristiques
Sa vitesse par rapport au fond diffus cosmologique est de 5 956 ± 12 km/s, ce qui correspond à une distance de Hubble de 87,9 ± 6,2 Mpc (∼287 millions d'al). 
La classe de luminosité de NGC 3916 est II. Selon la base de données Simbad, NGC 3916 est une galaxie LINER, c'est-à-dire une galaxie dont le noyau présente un spectre d'émission caractérisé par de larges raies d'atomes faiblement ionisés.

## Paire de galaxies
Selon Vaucouleurs et Corwin, NGC 3916 et NGC 3921 forment une paire de galaxies.

## Supernova
La supernova SN 1974D a été découverte dans NGC 3916, le 20 mars 1974, par l'astronome hongrois Miklós Lovas. Le type de cette supernova n'a pas été déterminé.